# Acaena elongata
Acaena elongata é uma espécie de rosácea do gênero Acaena, pertencente à família Rosaceae.